# Porch
"Porch" é uma canção da banda grunge estadunidense Pearl Jam. A canção é a oitava faixa do álbum de estreia da banda, Ten, de 1991. Eddie Vedder escreveu e compos a canção. Foi apresentada no Saturday Night Live em abril de 1992 como apoio ao lançamento do álbum. Uma versão remixada da canção foi incluída na reedição do álbum Ten em 2009.

## Letra
Quando Vedder apresentou a canção em um concerto em Seattle, em 23 de agosto de 1991, afirmou:
| “ | Essa música é sobre isso, se você ama alguém, você vai dizer. | ” |

É sobre o caos que vive após a separação de um casal e seus sentimentos de vazio e de estranhar ao ser amado.

## Recepção
Em março de 2009, "Porch" foi disponibilizada como download para a série Rock Band como uma faixa mestre, como parte do álbum Ten.

## Performances ao vivo
"Porch" foi cantada pela primeira vez ao vivo no dia 22 de dezembro de 1990, em um concerto em Seattle, Washington, no Moore Theatre. Apresentações ao vivo de "Porch" podem ser encontradas em vários bootlegs oficiais, no box set Live at the Gorge 05/06, e no  LP Drop in the Park incluído na edição Super Deluxe da reedição de Ten.
A canção apresenta um interlúdio instrumental que é alongada quando a banda toca ao vivo. Durante os primeiros anos da banda, Eddie Vedder aproveitava esse tempo para subir nos andaimes dos palcos ou se atirar para o público. Quando o grupo cantou a música no Festival Pinkpop de 1992, Vedder saltou para a plateia do guindaste de uma câmera de televisão.
Em 1992, o Pearl Jam gravou o MTV Unplugged que ficou marcado pelo fato de Eddie Vedder ter exposto a posição da banda em relação ao aborto: escrevendo "PRO-CHOICE" em seu braço ao som de da música "Porch".

## Créditos
- Eddie Vedder - vocal
- Stone Gossard - guitarra
- Mike McCready - guitarra
- Jeff Ament - baixo
- Dave Krusen - bateria

## Ligações Externas
- Letra no pearljam.com